# (33676) 1999 JZ101
1999 JZ101 (asteroide 33676) é um asteroide da cintura principal. Possui uma excentricidade de 0.10531740 e uma inclinação de 4.31984º.
Este asteroide foi descoberto no dia 13 de maio de 1999 por LINEAR em Socorro.